# Алея Старицького
Алея Старицького — ботанічна пам'ятка природи місцевого значення. Об'єкт розташований у Золотоніському районі Черкаської області, село Кліщинці.
Площа — 0,087 га, статус отриманий у 2006 році.